# ÓFI Kréta
Az ÓFI Kréta (görögül: Όμιλος Φιλάθλων Ηρακλείου, magyar átírásban: Ómilosz Filáthlon Iráklio Kréta) egy görög labdarúgócsapat, melynek székhelye Iráklio városában, Kréta szigetén található. Jelenleg a görög élvonalban szerepel. 
Hazai mérkőzéseiket a 8500 fő befogadására alkalmas Teodorosz Várdiojánnisz Stadionban játsszák.

## Történelem
A klubot 1925-ben alapították ÓFI néven. A második világháborút megelőző években és a háború idején meglehetősen nehéz helyzetben volt nem csak az ÓFI, de a többi görög klub is. Nehézségeket okozott az utazás, ezért Krétán helyi bajnokságokban szerepeltek.
Történetük során egy alkalommal (1987) nyerték meg a görög kupát, egyszer pedig a második helyet (1990) szerezték meg. A 2007-es UEFA Intertotó-kupában szintén a második helyen végeztek. Ezek a klub legjobb eredményei.
A 2008–2009-es szezon végén 33 év után kiestek az első osztályból, ahová a 2010–2011-es idényben szerzett harmadik helyüknek köszönhetően jutottak vissza.

## Sikerei
- Intertotó-kupa

2. hely (1): 2007
- Görög kupa

1. hely (1): 1987
2. hely (1): 1990

### Európai kupákban való szereplés
| Szezon  | Kiírás         | Forduló         | Ellenfél         | Hazai | Vendég | Összesítés |
| ------- | -------------- | --------------- | ---------------- | ----- | ------ | ---------- |
| 1986/87 | UEFA-kupa      | 1. forduló      | Hajduk Split     | 1–0   | 0–4    | 1–4        |
| 1987/88 | KEK            | 1. forduló      | Vitosa Szofija   | 3–1   | 0–1    | 3–2        |
| 1987/88 | KEK            | 2. forduló      | Atalanta         | 1–0   | 0–2    | 1–2        |
| 1993/94 | UEFA-kupa      | 1. forduló      | Plavia Praha     | 1–0   | 1–1    | 2–1        |
| 1993/94 | UEFA-kupa      | 2. forduló      | Atlético Madrid  | 2–0   | 0–1    | 2–1        |
| 1993/94 | UEFA-kupa      | 3. forduló      | Boavista         | 1–4   | 0–2    | 1–6        |
| 1995    | Intertotó-kupa | 7. csoport      | Néa Szalamína    | 2–1   |        |            |
| 1995    | Intertotó-kupa | 7. csoport      | Bayer Leverkusen |       | 0–1    |            |
| 1995    | Intertotó-kupa | 7. csoport      | Tervis Pärnu     | 2–0   |        |            |
| 1995    | Intertotó-kupa | 7. csoport      | Budućnost        |       | 4–3    |            |
| 1995    | Intertotó-kupa | 2. forduló      | Bursaspor        |       | 1–2    |            |
| 1997/98 | UEFA-kupa      | 2. selejtezőkör | KR Reykjavík     | 3–1   | 0–0    | 3–1        |
| 1997/98 | UEFA-kupa      | 1. forduló      | Ferencváros      | 3–0   | 1–2    | 4–2        |
| 1997/98 | UEFA-kupa      | 2. forduló      | Auxerre          | 3–2   | 1–3    | 4–5        |
| 2000/01 | UEFA-kupa      | 1. forduló      | Napredak         | 6–0   | 0–0    | 6–0        |
| 2000/01 | UEFA-kupa      | 2. forduló      | Plavia Praha     | 2–2   | 1–4    | 3–6        |
| 2007    | Intertotó-kupa | 2. forduló      | Tobil            | 0–1   | 0–1    | 0–2        |